# Ficus gigantifolia
Ficus gigantifolia är en mullbärsväxtart som beskrevs av Elmer Drew Merrill. Ficus gigantifolia ingår i släktet fikonsläktet, och familjen mullbärsväxter. Inga underarter finns listade i Catalogue of Life.